# Elisenda Albertí i Casas
Elisenda Albertí i Casas (Barcelona, 25 de març de 1960) és una editora, escriptora i política catalana, neta de Josep Maria Casas de Muller, i diputada al parlament de Catalunya en la VII legislatura.
El 1997, en morir el seu pare, Santiago Albertí, es feu càrrec del segell editorial que ell havia fundat el 1954 i en el qual havia treballat des del 1987. Després d'una llarga etapa d'actualització del fons editorial, l'any 2004 inicià la col·lecció Orígens amb la publicació de nous títols. És membre de l'Associació d'Editors en Llengua Catalana.
Pel que fa a la seva trajectòria política, va començar formant part de la campanya Xirinacs al Senat en les primeres eleccions postfranquistes de 1977. L'any següent participà activament a la campanya No a la Constitució espanyola. També és en aquesta època que va formar part de l'Associació de Familiars i Amics dels Presos Polítics i va participar en la campanya Volem l'amnistia. Va militar al Bloc d'Esquerra d'Alliberament Nacional fins a la seva dissolució el 1982 i a la Crida, i el 1992 s'afilià a Esquerra Republicana de Catalunya. En aquest partit ha ocupat diversos càrrecs a la secció local del partit a l'Eixample. L'any 2000 va entrar a formar part de la Permanent de la Federació de Barcelona com a secretària d'Imatge i Comunicació i el novembre de 2004 va entrar al Parlament de Catalunya com a diputada, en substitució de Josep Huguet, que va deixar l'escó en ser nomenat conseller, responsabilitat que va desenvolupar durant una legislatura.

## Obres
Elisenda Albertí és autora dels següents llibres:
- Perill de bombardeig! Barcelona sota les bombes (2004)[5] ISBN 84-7246-076-2[6]
- Dames, reines, abadesses, 18 personalitats femenines a la Catalunya medieval (2007)[7] ISBN 84-7246-084-3[8]
- Dones de Barcelona, històries i llegendes barcelonines des del segle IV fins al XIX (2011)[9] ISBN 84-7246-092-4[10][11]
- Catalanes medievals, 24 històries femenines de l'edat mitjana (2012)[12] ISBN 84-7246-095-9[13][14]
- Un passeig per la moda de Barcelona. Modistes, sastres, botigues... (2013)[15] ISBN 978-84-7246-098-0[16][17]
- Compromeses: vuit dones catalanes excepcionals (2015) ISBN 978-84-9850-653-2[18]
- Decidides: set dones contra corrent (2017) ISBN 978-84-7246-157-4[19]